# بيبي إغليسياس
بيبي إغليسياس (بالإسبانية: Pepe Iglesias) هو ممثل إسباني وأرجنتيني، ولد في 7 فبراير 1915 ببوينس آيرس في الأرجنتين، وتوفي في 4 مارس 1991 في تشيلي. من الجوائز التي نالها جائزة أنداس ‏ سنة 1954.

## جوائز
- جائزة أنداس [الإنجليزية]‏ (1954)

## وصلات خارجية
- بيبي إغليسياس على موقع IMDb (الإنجليزية)
- بيبي إغليسياس على موقع ميوزك برينز (الإنجليزية)
- بيبي إغليسياس على موقع قاعدة بيانات الفيلم (الإنجليزية)
- بيبي إغليسياس على موقع كينوبويسك (الروسية)